# Alfredo Layne
Alfredo Layne (9 de octubre de 1959 – 25 de junio de 1999) fue un boxeador profesional panameño. Layne se destaca por haber ganado los títulos de Peso superpluma de la AMB.

## Carrera Profesional
Layne, quien comenzó a pelear profesionalmente el 29 de marzo de 1981 cuando fue derrotado por su compatriota Alexander Sánchez en la Feria de San José, peleó en su primera pelea por un título mundial el 24 de mayo de 1986, mientras viajaba a San Juan para desafiar al campeón mundial puertorriqueño Wilfredo Gómez. Layne ganó la pelea con un nocaut técnico en el noveno asalto para convertirse en el nuevo campeón de la AMB y Lineal. El reinado del título de Layne terminó el 27 de septiembre de 1986 cuando fue derrotado por Brian Mitchell por nocaut técnico en el décimo asalto en la primera defensa de su cinturón. Layne perdió seis de sus siguientes siete peleas, incluida una derrota por puntos en diez asaltos ante su compatriota Rafael Williams el 17 de diciembre de 1988, su última competencia profesional. Layne fue asesinado a tiros en junio de 1999, a la edad de 39 años.

## Récord Profesional
| 15 Ganadas (12 knockouts), 12 Derrotas (4 knockouts),0 Empates,1 Sin Resultados |           |                    |      |              |            |                                                       |                                       |
| Res.                                                                            | Récord    | Oponente           | Tipo | Round Tiempo | Fecha      | Lugar                                                 | Notas                                 |
| P                                                                               | 15-12-(1) | Rafael Williams    | PTS  | 10 (10)      | 1988-12-17 | Arena Panamá Al-Brown, Colón, Panamá                  |                                       |
| G                                                                               | 15-11-(1) | Iván Vanegas       | SD   | 10 (10)      | 1988-10-08 | Gimnasio Neco de la Guardia, Ciudad de Panamá, Panamá |                                       |
| P                                                                               | 14-11-(1) | Steve Larrimore    | PTS  | 8 (8)        | 1988-01-30 | Nassau, Bahamas                                       |                                       |
| P                                                                               | 14-10-(1) | Carlos Sole        | PTS  | 8 (8)        | 1987-12-18 | Madrid, España                                        |                                       |
| P                                                                               | 14-9-(1)  | Amancio Castro     | UD   | 10 (10)      | 1987-11-27 | Convention Center, Miami Beach, Estados Unidos        |                                       |
| P                                                                               | 14-8-(1)  | Mauricio Aceves    | TKO  | 5 (10)       | 1987-08-29 | Gran Auditorio Olímpico, Los Ángeles, Estados Unidos  |                                       |
| P                                                                               | 14-7-(1)  | Pernell Whitaker   | UD   | 10 (10)      | 1986-12-20 | Scope Arena, Norfolk, Estados Unidos                  |                                       |
| P                                                                               | 14-6-(1)  | Brian Mitchell     | TKO  | 10 (15)      | 1986-09-27 | Superbowl, Sun City, Sudáfrica                        |                                       |
| G                                                                               | 14-5-(1)  | Wilfredo Gómez     | TKO  | 9 (15)       | 1986-05-24 | Coliseo Roberto Clemente, San Juan, Puerto Rico       | Gana el título mundial Superpluma AMB |
| G                                                                               | 13-5-(1)  | Tomas Rodríguez    | TKO  | 9 (10)       | 1985-05-19 | Coliseo Roberto Clemente San Juan, Puerto Rico        |                                       |
| P                                                                               | 12-5-(1)  | Kamel Bou Ali      | TKO  | 6 (?)        | 1984-11-17 | Riva del Garda, Italia                                |                                       |
| G                                                                               | 12-4-(1)  | Manuel Julio       | TKO  | 4 (10)       | 1984-07-14 | Gimnasio Nuevo Panamá, Juan Díaz, Panamá              |                                       |
| G                                                                               | 11-4-(1)  | Dennis Moran       | KO   | 2 (10)       | 1984-02-18 | Gimnasio Nuevo Panamá, Juan Díaz, Panamá              |                                       |
| G                                                                               | 10-4-(1)  | José Santana       | TKO  | 6 (10)       | 1983-09-17 | Gimnasio Neco de la Guardia, Ciudad de Panamá, Panamá |                                       |
| G                                                                               | 9-4-(1)   | Rudy Alpízar       | TKO  | 9 (10)       | 1983-07-16 | Gimnasio Nuevo Panamá, Juan Díaz, Panamá              |                                       |
| G                                                                               | 8-4-(1)   | Roberto Collins    | TKO  | 2 (10)       | 1983-06-11 | Gimnasio Neco de la Guardia, Ciudad de Panamá, Panamá |                                       |
| P                                                                               | 7-4-(1)   | Aquilino Asprilla  | SD   | 12 (12)      | 1983-02-05 | Gimnasio Nuevo Panamá, Juan Díaz, Panamá              | Por el título Superpluma CBPP         |
| P                                                                               | 7-3-(1)   | Rafael Williams    | PTS  | 10 (10)      | 1982-10-16 | Arena Panamá Al-Brown, Colón, Panamá                  |                                       |
| G                                                                               | 7-2-(1)   | Alcibíades Blandón | TKO  | 7 (10)       | 1982-08-14 | Arena Panamá Al-Brown, Colón, Panamá                  |                                       |
| P                                                                               | 6-2-(1)   | Nelson Bolaños     | PTS  | 10 (10)      | 1982-04-23 | Guayaquil, Ecuador                                    |                                       |
| SR                                                                              | 6-1-(1)   | Alcibíades Blandón | NC   | 3 (10)       | 1982-03-20 | Gimnasio Nuevo Panamá, Juan Díaz, Panamá              |                                       |
| G                                                                               | 6-1       | Isaac Moreno       | TKO  | 3 (6)        | 1982-01-16 | Gimnasio Nuevo Panamá, Juan Díaz, Panamá              |                                       |
| G                                                                               | 5-1       | Ezequiel Mosquera  | UD   | 6 (6)        | 1981-10-31 | Arena Panamá Al-Brown, Colón, Panamá                  |                                       |
| G                                                                               | 4-1       | Antonio Isaza      | TKO  | 2 (8)        | 1981-08-15 | Gimnasio Nuevo Panamá, Juan Díaz, Panamá              |                                       |
| G                                                                               | 3-1       | Marcos Vásquez     | KO   | 2 (4)        | 1981-07-18 | Gimnasio Municipal, Santiago, Panamá                  |                                       |
| G                                                                               | 2-1       | Armando Quiroz     | DQ   | 2 (4)        | 1981-05-23 | Gimnasio Neco de la Guardia, Ciudad de Panamá, Panamá |                                       |
| G                                                                               | 1-1       | Armando De Sedas   | TKO  | 6 (6)        | 1981-04-25 | Gimnasio Neco de la Guardia, Ciudad de Panamá, Panamá |                                       |
| P                                                                               | 0-1       | Alexander Sánchez  | SD   | 4 (4)        | 1981-03-29 | Feria de San José, David, Panamá                      |                                       |